# Bush v. Gore
Bush v. Gore (vollständig George W. Bush and Richard Cheney, Petitioners v. Albert Gore, Jr., et al.) war ein Gerichtsfall, der vor dem Obersten Gerichtshof der Vereinigten Staaten verhandelt wurde. Er erregte in den Vereinigten Staaten enormes öffentliches Aufsehen, weil mit dem endgültigen Gerichtsurteil vom 12. Dezember 2000 die Präsidentschaftswahl in den Vereinigten Staaten 2000 zugunsten des Republikaners George W. Bush entschieden wurde. Es war das erste Mal in der Geschichte des Supreme Court, dass er mit seinem Urteil unmittelbar eine Präsidentschaftswahl entschied.
Das juristisch komplexe Urteil stieß mehrheitlich auf Kritik und schwächte das Ansehen des Gerichts.

## Ausgangslage
Am 8. November 2000 gab die Wahlkommission des Bundesstaates Florida das Wahlergebnis der Präsidentschaftswahl 2000 bekannt. Es ergab einen so knappen Vorsprung für Bush (weniger als 0,5 %), dass eine gesetzlich vorgeschriebene, automatische Nachzählung erfolgen musste.
Sie zeigte ein zu Gunsten des demokratischen Präsidentschaftskandidaten Al Gore verbessertes Ergebnis. Er beantragte daraufhin, dass in vier weiteren Landkreisen Handauszählungen vorzunehmen seien. Eine dagegen erhobene Beschwerde wurde am 13. November vom Federal District Court abgewiesen.
Der normal vorgesehene Termin zur Abgabe der endgültigen Auszählungsergebnisse war aber für die nun wiederholt auszuzählenden Stimmen so eng bemessen, dass sich der Supreme Court of Florida am 21. November 2000 gezwungen sah, die Deadline auf den 26. November zu verschieben.

## Erstes Urteil des Supreme Court vom 4. Dezember 2000
Am 4. Dezember 2000 ließ der Supreme Court unerwarteterweise einstimmig die Berufung zu, das Urteil des Supreme Court of Florida verletze das verfassungsrechtliche Prinzip, wonach Wahlstatuten nicht während eines laufenden Wahlverfahrens geändert werden dürften. Seine Zuständigkeit begründete er damit, dass es sich um die Wahl des US-Präsidenten handle und die US-Verfassung zur gesetzlichen Regelung der Elektorenwahl die Legislative der Einzelstaaten ermächtige. Weil das Gerichtsurteil des Supreme Court of Florida somit das Gewaltenteilungsprinzip verletzen könnte, sei es in dieser Hinsicht präziser von der Judikative zu begründen. Demzufolge hob der Supreme Court das Urteil auf und wies es an den Supreme Court of Florida zur Neubeurteilung zurück.

## Zweites Urteil des Supreme Court vom 9. Dezember 2000
Bereits einen Tag nachdem der Supreme Court of Florida am 8. Dezember 2000 weitere Handauszählungen angeordnet hatte, verfügte der Supreme Court eine einstweilige Einstellung der Nachzählung.
Den vorläufigen Stopp begründete das Gericht damit, dass gegen die Entscheidung des Supreme Court of Florida Berufung eingelegt wurde und es eine begründete Wahrscheinlichkeit gebe, wonach die anhängige Berufung erfolgreich sein werde. Eine weitere Auszählung könnte einen nicht wieder gutzumachenden Nachteil für den Antragsteller George W. Bush et al. und die USA verursachen, führte Richter Scalia aus.

## Drittes Urteil des Supreme Court vom 12. Dezember 2000
In seinem ausführlichen Entscheid vom 12. Dezember 2000 wies der Supreme Court die Entscheidung über die Handauszählungen umstrittener Stimmen an den Supreme Court of Florida zurück. Gleichzeitig befand der Oberste Gerichtshof, dass für Handzählungen die Zeit abgelaufen sei.
Mit einer Mehrheit von sieben zu zwei befand der Supreme Court, dass die vom Supreme Court of Florida angeordneten Handauszählungen der über 60.000 maschinell nicht erfassten Stimmzettel verfassungsrechtlich problematisch seien. Hauptsächlich kritisierte es, dass es in den verschiedenen Distrikten des Bundesstaates Florida keine einheitlichen Standards dafür gebe, wie die strittigen Stimmen ausgewertet werden sollen. Damit werde die Equal Protection Clause des 14. Zusatzartikels in verfassungswidriger Weise verletzt.
Weiter entschied das Gericht mit einer knappen Fünf-zu-vier-Mehrheit, dass innerhalb der vorgesehenen Frist bis zum 12. Dezember 2000 keine verfassungsgemäß konforme Neuauszählung mehr gewährleistet werden könne. Da es eindeutig sei, dass jede bis zu diesem Zeitpunkt nicht abschließbare Neuauszählung gegen die Verfassung verstoße, sei das Urteil des Supreme Court of Florida nicht annehmbar. Es müsse in Übereinstimmung mit den vom Supreme Court aufgeführten Grundsätzen neu gefasst werden.
Von der Minderheit stimmten zwei Richter dafür, die angeordnete Neuauszählung wie begonnen weiterlaufen zu lassen. Zwei Richter teilten zwar die Mehrheitsmeinung dahingehend, dass die laufende Neuauszählung nicht korrekt ablaufe. Sie wollten aber den Fall an den Supreme Court of Florida zurückweisen. Er solle einheitliche Standards für die Neuauszählung festlegen, allenfalls auch unter Verlängerung der Frist.
In zwei separaten Minderheitsmeinungen hielten die übrigen vier Richter zum einen dagegen, dass der Eingriff des Bundesgerichts in die Kompetenzen der Einzelstaaten, das Wahlverfahren zu gestalten und durchzuführen, nicht durch hinreichend schwerwiegende Gründe untermauert worden sei. Das Gericht hätte dieser abweichenden Meinung nach die Gliedstaatenkompetenz respektieren und den Entscheid des Supreme Court of Florida gar nicht zur Überprüfung annehmen sollen. Zum anderen werde die Frist zur Bestimmung der Wahlmänner in unberechtigter Weise so ausgelegt, so dass die Stimmen von Tausenden von Wählern nicht berücksichtigt werden könnten.
Das Gericht war in seiner Ansicht gespalten. Die gemeinsame per-curiam-Entscheidung der 7:2-Mehrheit umfasste 13 der 65 Seiten des Schriftsatzes. Die restlichen Ausführungen enthielten die dissenting opinions der einzelnen Richter. Das Urteil hielt sich entlang der bekannten ideologischen Grenzlinie innerhalb des Gerichts. Mit der konservativen Gruppe von William H. Rehnquist (Chief Justice), Antonin Scalia und Clarence Thomas stimmten aus dem gemäßigten Lager Sandra Day O’Connor und Anthony Kennedy. David Souter schloss sich der liberalen Gruppe an, die Stephen Breyer, Ruth Bader Ginsburg und John Paul Stevens umfasste.

## Zusammenfassung der Kritik am Urteil
Die Entscheidung im Fall Bush v. Gore hat das Ansehen des Supreme Court beschädigt, und Vergleiche zum Fall Dred Scott v. Sandford wurden laut. In beiden Fällen sei ein kurzsichtiges Urteil gefällt worden, welches die tatsächlichen Probleme ignoriere. Zwar habe der Supreme Court ein Problem erkannt, aber sich davor gescheut, dafür eine Lösung zu präsentieren, die bis zur Verabschiedung klarer gesetzlicher Vorschriften Bestand haben sollte.
Im Bezirk Palm Beach County wurden Lochkarten als Stimmzettel verwendet; mit Zählmaschinen können dann die Stimmen automatisch ausgezählt werden. Ein gewichtiges Problem bestand darin, zu klären, wie unvollständig ausgestanzte Löcher (sogenannte hanging chads) bewertet werden sollten: Zählmaschinen zählen nämlich nur korrekt ausgestanzte Löcher auf den Wahlzetteln, während aber ein menschlicher Auszähler den tatsächlichen Willen des Wählers anhand der angestochenen Lochkarte problemlos erkennen kann.
Wegen des knappen Resultats in Palm Beach County wurde dort von Hand nachgezählt. Da dieser Bezirk dazu neigte, Gore zu wählen, hätte eine händische Nachzählung zu einem besseren Resultat für Gore geführt. Dagegen klagte George W. Bush.
Im Weiteren wird aus verschiedenen Quellen die Kritik am Urteil zusammengefasst.

### Klageberechtigung
Ein Verfassungsrechtler an der Universität Berkeley, Erwin Chemerinsky, schrieb, dass Bush gar nicht klageberechtigt gewesen sei, da in einer Demokratie eine korrekte Stimmenzählung nicht im Interesse eines Kandidaten liege, sondern in jenem des Wählers. Dieser müsse darauf vertrauen können, dass seine Entscheidung, solange sie auf dem Stimmzettel klar erkennbar sei, korrekt registriert werde.
Grundsätzlich kann nur jemand eine Klage einreichen, dessen Rechte verletzt wurden. Da Bush nicht im fraglichen Wahlbezirk seine Stimme abgab, kann er nur unter besonderen Umständen Klage einreichen – zum Beispiel, wenn es als unwahrscheinlich erscheint, dass der eigentliche Geschädigte selbst klagt. Ebenso konnte Bush keine enge Beziehung zu den Wählern in Palm Beach County darlegen.

### Due Process
Der fünfte und der vierzehnte Verfassungszusatz zur amerikanischen Verfassung garantieren den Bürgern eine Behandlung nach den Grundsätzen eines Rechtsstaates, so etwa die Gleichbehandlung durch das Gesetz.
Bush beklagte, dass ihm durch die händische Nachzählung ein Nachteil entstehe. Diese Frage wurde zwar bejaht. Jedoch konnte weder er – noch die Gerichte – in einer schlüssigen Weise darlegen, inwiefern eine Nachzählung dazu führen würde, dass ein Wahlzettel für Bush nach einem anderen Standard gezählt werde als ein Wahlzettel für Gore.
Der Supreme Court stellte zwar korrekt fest, dass durch eine Nachzählung nur in einem Bezirk die Gleichheit der Wähler Floridas verletzt werde. Jedoch wird je nach Bundesstaat (und je nach Bezirk) ohnehin nach unterschiedlichen Methoden gewählt: Es existiert beispielsweise die Briefwahl, die Pflicht, für die Stimmabgabe persönlich zu erscheinen und einen Ausweis mitzuführen, die Auszählung der Stimmen von Hand und durch Maschinen, und letztlich gibt es auch die Stimmabgabe an einem Computer. Die weitreichenden Konsequenzen dieser Tatsache wurden in Bush v. Gore nicht erörtert. Folgt man diesem Argument strikt, hätte der Supreme Court die gesamte Präsidentschaftswahl für ungültig erklären müssen. Des Weiteren wurde die Anwendung unterschiedlicher Zählmethoden noch nie von einem Gericht als verfassungswidrig bezeichnet.
Die Mehrheit der Richter erkannte, dass in Florida ein einheitlicher Standard zum Auszählen der Wählerstimmen gilt: clear intent of the voter, auf Deutsch die „klar erkennbare Absicht des Wählers“. Gleichzeitig hielten sie fest, dass dieser Standard keine verfassungskonforme Wahl garantiere. Das Gericht erläuterte nicht, inwiefern der Staat Florida trotz eines fehlenden verfassungskonformen Standards zu einem gültigen Wahlergebnis  gelangen könnte.

### Zuständigkeit des Supreme Courts der USA
Der Supreme Court befand, dass die Zählung am 12. Dezember abgeschlossen sein müsse. Dieser Termin war – gerade aufgrund der verschiedenen Klagen, während welchen die manuelle Nachzählung auf richterliche Anordnung gestoppt wurde – nicht mehr zu halten. Deshalb seien sämtliche Nachzählungen abzubrechen.
In den USA sind es letztlich die Wahlmänner, die zu einem electoral college zusammentreten und den Präsidenten wählen. Artikel 5 im 3. Kapitel des United States Code schreibt vor, dass sämtliche Unklarheiten (engl. controversies) um die Ernennung der Wahlmänner sechs Tage vor ihrer Zusammenkunft geklärt werden müssen (d. h. am oder vor dem 12. Dezember 2000). Jedoch kann der Gesetzgeber jedes Bundesstaates entscheiden, wie eine solche Unklarheit gelöst wird, zum Beispiel indem das Parlament des Bundesstaates zusammentritt und per Notbeschluss die Wahlmänner ernennt. Im Bundesrecht findet sich hingegen keine Vorschrift, die besagt, bis wann die Auszählung der Stimmen abgeschlossen sein sollte. Die Frage, welche Frist zur Auszählung der Stimmen verbindlich ist, berührt somit nur floridianisches Recht. Der Supreme Court hätte demnach diese Teilfrage an die Gerichte Floridas verweisen müssen. Pikant sei, so die Kritiker, dass die konservative Mehrheit der Richter in anderen Fällen die rechtliche Autonomie der Bundesstaaten unterstützten.

### Präzedenzwirkung
“Our consideration is limited to the present circumstances, for the problem of equal protection in election processes generally presents many complexities.”

„Unsere Betrachtung beschränkt sich auf die vorliegenden Umstände, da das Problem der Gleichbehandlung in Wahl-Angelegenheiten grundsätzlich viele Schwierigkeiten aufwirft.“

Der Verfassungsrechtler Jamie Raskin und andere haben diese Bemerkung am Ende der Mehrheitsmeinung vehement angegriffen, da sie einer rechtsstaatlichen Bankrotterklärung gleichkomme: Ein solcher Hinweis, dass das Urteil auf spätere Fälle nicht anwendbar sei, ist ungewöhnlich, und gerade die Urteile des Supreme Court sind Leitlinien, entlang welchen sich das amerikanische Recht weiterentwickelt. Es wurde auch nicht erläutert, woraus diese „Schwierigkeiten“ bestünden.
Die Richter waren sich vermutlich bewusst, dass sich ihr Urteil desaströs auswirken könnte, würde es denn konsequent auf jede Ungleichbehandlung in Wahlangelegenheiten angewendet. Im Fall Stewart v. Blackwell (2006, 6th Circuit Court of Appeals) wurde mit Verweis auf Bush v. Gore entschieden, dass der Staat Ohio die Ungleichbehandlung bestimmter Wahlbezirke beenden solle – während die Minderheitsmeinung beklagte, Bush v. Gore könne wegen der „mangelnden analytischen Ernsthaftigkeit“ kaum als Präzedenzfall dienen. Und in einem 2002er Fall (Black v. McGuffage, U.S. District Court for the Northern District of Illinois) wurde mit Bush v. Gore begründet, dass es nicht illegal sei, in mehrheitlich von Schwarzen und Latinos bewohnten Gebieten Wahlgeräte aufzustellen, die häufiger Defekte aufweisen als andere.

### Ripeness doctrine
Ripeness (dt. Reife, Reifheit) ist eine Doktrin, wonach die Bundesgerichte der Vereinigten Staaten erst über einen Fall befinden, sobald sich die zu beurteilende Lage soweit gefestigt hat, dass das Gericht keine spekulativen Annahmen treffen muss. So muss der Schaden, den der Kläger behauptet, abgrenz- und bezifferbar sein.
Nach Chemerinsky bestand ohne eine abgeschlossene Nachzählung keine Möglichkeit, festzustellen, in welchem Ausmaß Bush in seinen Rechten verletzt wurde, insofern er behauptet, durch eine Nachzählung geschädigt zu werden.

### Political question doctrine
Nach der Doktrin der politischen Frage im US-Bundesrecht weigern sich die Bundesgerichte, über politische Fragen zu urteilen. Jedes Gericht kann nur über Fragen urteilen, die mit juristischen Mitteln erkenn- und entscheidbar sind. So zum Beispiel war die Tatsache, dass jeder Bezirk Floridas die Wahlen auf unterschiedliche Weise organisierte, dem politischen (Un-)Willen geschuldet, und die notwendige Abhilfe könne nur in einem gesetzgeberischen, aber nicht in einem juristischen Prozess erfolgen.
Ebenso sei die Präsidentenwahl als politischer Prozess schon hinreichend geregelt. Für den Fall, dass ein Bundesstaat dabei scheitert, rechtzeitig seine Wahlmänner zu ernennen, kann das electoral college auch ohne diese Wahlmänner agieren. Erreicht kein Kandidat die Mehrheit der Elektorenstimmen, nämlich 270, tritt das Repräsentantenhaus sofort zusammen und wählt den Präsidenten.